# Tsuga heterophylla

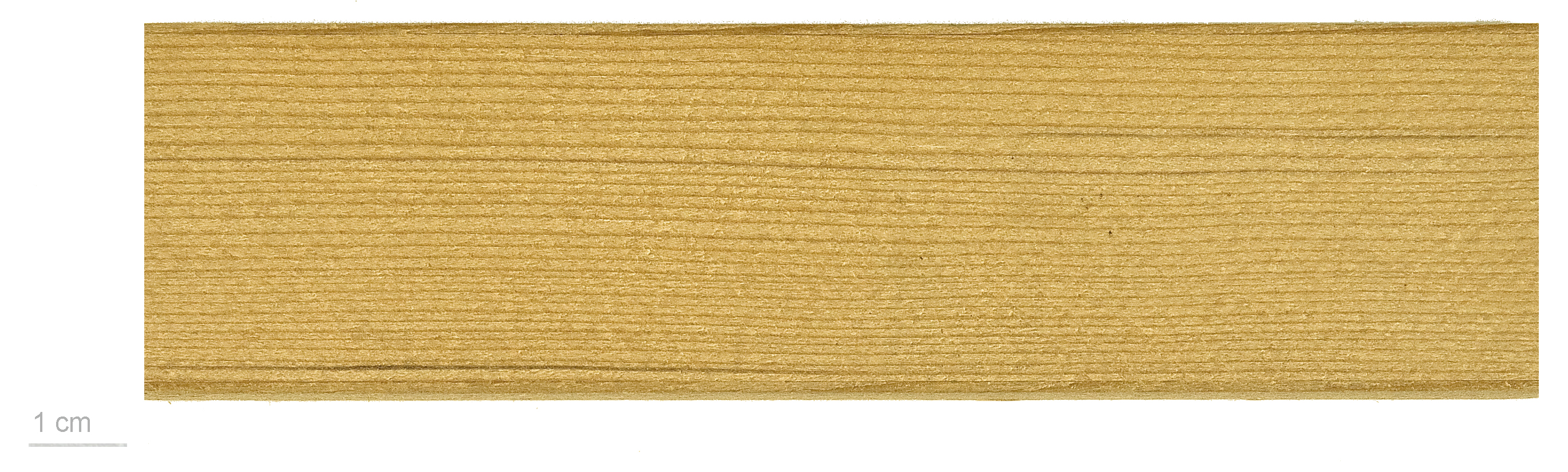
Tsuga heterophylla

Tsuga heterophylla, la tsuga del Pacífico, tsuga heterófila, también tsuga de Alberta, es una especie arbórea, originaria del noroeste de Norteamérica. Su límite noroeste se encuentra en la península de Kenai, Alaska, y su límite sureste, en el norte del Condado de Sonoma, California.

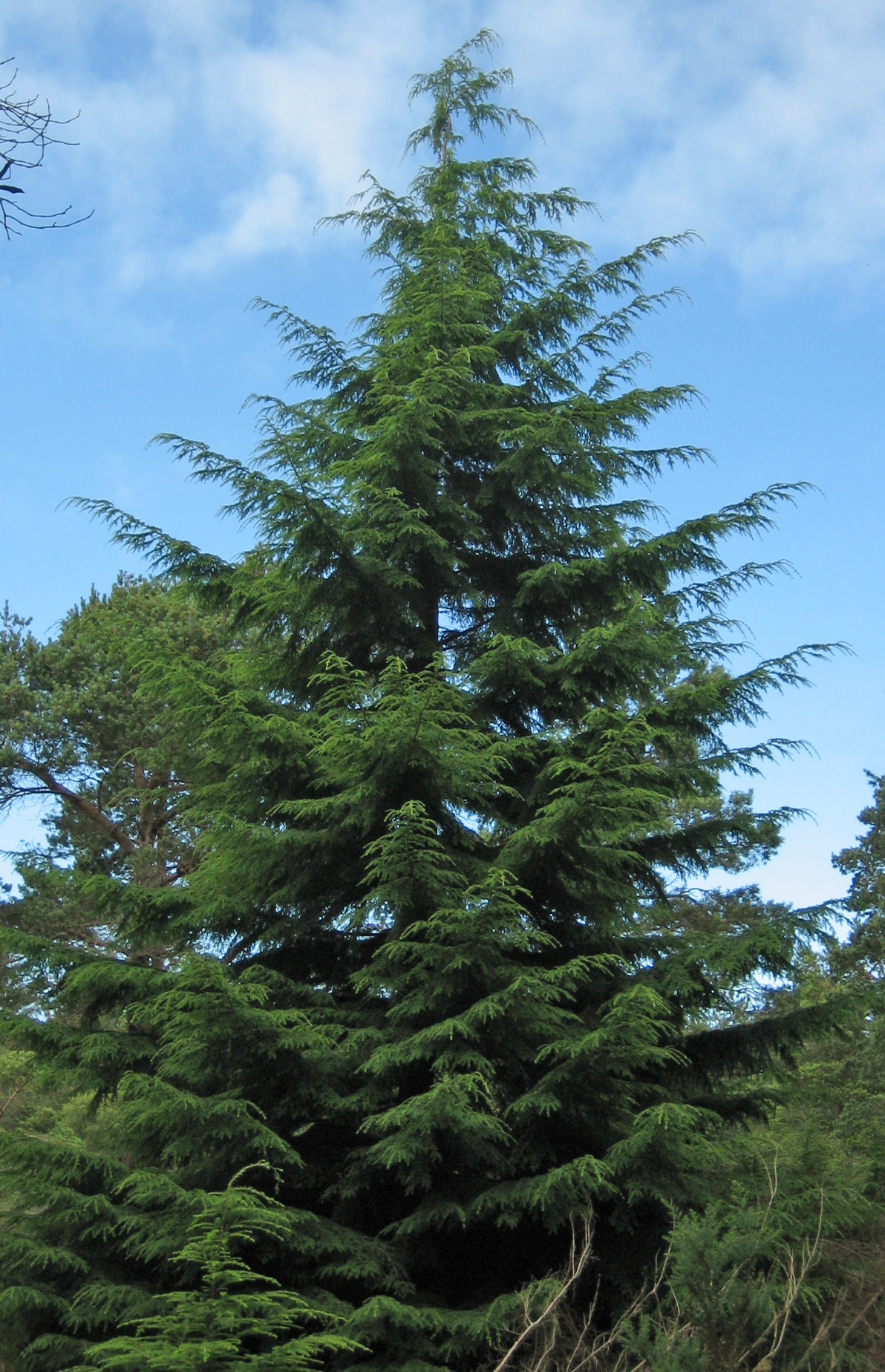
Árbol joven.

## Descripción
Es una gran conífera de hoja perenne que crece hasta 50-70 m de altura, y excepcionalmente llega a 78 m. Es un poco más alta que una especie parecida, la tsuga de Canadá. El diámetro del tronco alcanza 2,7 m. La corteza es de color marrón, delgada y con surcos. 
Está estrechamente asociada con los bosque templado de frondosas. La mayoría se encuentra a menos de 100 km del Océano Pacífico. Sin embargo existen poblaciones en el interior de las Montañas Rocosas, en el sureste de la Columbia Británica, el norte de Idaho y Montana occidental. Crece sobre todo a baja altura, desde el nivel del mar hasta los 600 m s. n. m., pero llega hasta los 1.800 m s. n. m. en su área de distribución en Idaho. 
Fuera de su área nativa, tiene importancia para la silvicultura y la producción de papel, así como árbol ornamental en grandes jardines, en el noroeste de Europa y el sur de Nueva Zelanda.

## Taxonomía
Tsuga heterophylla fue descrita por (Raf.) Sarg.  y publicado en The Silva of North America 12: 73. 1898.
Etimología
Tsuga: nombre genérico que es el nombre vernáculo en Japón para la especie Tsuga sieboldii.
heterophylla: epíteto latíno que significa "con hojas diferentes".
Sinonimia
- Abies albertiana A.Murray bis
- Abies bridgesii Kellogg
- Abies heterophylla Raf.
- Abies microphylla Raf.
- Pinus pattoniana W.R.McNab
- Tsuga albertiana (A.Murray bis) Sénécl.[8]